# Андреас Фоскуле
Андреас Фоскуле (Детмолд, 21. децембар 1963) немачки је правник и председник Савезног уставног суда.